# Haploclastus
Genre
Haploclastus est un genre d'araignées mygalomorphes de la famille des Theraphosidae.

## Distribution
Les espèces de ce genre sont endémiques d'Inde.

## Liste des espèces
Selon World Spider Catalog (version 25.5, 04/02/2025) :
- Haploclastus ajithii Mirza, 2024
- Haploclastus bratocolonus Mirza, 2024
- Haploclastus cervinus Simon, 1892
- Haploclastus montanus Mirza, 2024
- Haploclastus nilgirinus Pocock, 1899
- Haploclastus satyanus (Barman, 1978)
- Haploclastus tenebrosus Gravely, 1935

## Systématique et taxinomie
Ce genre a été décrit par Simon en 1892 dans les Aviculariidae.
Phlogiodes, placé en synonymie par Raven en 1985, a été relevé de synonymie par Mirza et Sanap en 2013.

## Publication originale
- Simon, 1892 : Histoire naturelle des araignées. Paris, vol. 1, p. 1-256 (texte intégral).